# Microsoft Visio
Microsoft Visio (antes Microsoft Office Visio) es una aplicación de diagramación y gráficos vectoriales que forma parte de la suite ofimática Microsoft Office. El producto fue introducido por primera vez en 1992, fabricado por Shapeware Corporation, y posteriormente rebautizado como Visio Corporation. Microsoft lo adquirió en el año 2000.

## Características
Microsoft hizo que Visio 2013 para Windows estuviera disponible en dos ediciones: Standard y Professional. Las ediciones Standard y Professional comparten la misma interfaz. Sin embargo, la edición Professional cuenta con plantillas adicionales para diagramas y diseños más avanzados y capacidades destinadas a facilitar a los usuarios la conexión de sus diagramas con fuentes de datos y la visualización de sus datos de forma gráfica. La edición Professional cuenta con tres tipos de diagramas adicionales y reglas inteligentes, validación y subproceso (desglose de diagramas). Visio Professional también se ofrece como otro componente de una suscripción a Office 365.
El 22 de septiembre de 2015, Visio 2016 se lanzó junto con Microsoft Office 2016. Se han añadido algunas funciones nuevas, como la conectividad en un solo paso con los datos de Excel, la protección de la gestión de derechos de información (GDI) para los archivos de Visio, formas modernizadas para el diseño de oficinas, formas detalladas para los planos de sitios, formas actualizadas para los planos de plantas, formas modernas para los planos de viviendas, formas conformes con la IEEE para los diagramas eléctricos, una nueva gama de diagramas de inicio y temas exclusivos para la interfaz de Visio.

### Formatos de archivo
Todas las versiones anteriores de Visio utilizaban VSD, el formato de archivo binario propietario. Visio 2010 añadió compatibilidad con el formato de archivo VDX, un formato bien documentado basado en el esquema XML ("DatadiagramML"), pero sigue utilizando VSD por defecto.
Visio 2013 abandona la compatibilidad con la escritura de archivos VDX en favor de los nuevos formatos de archivo VSDX y VSDM y los utiliza por defecto. Creado sobre la base del estándar Open Packaging Conventions (OPC) (ISO 29500, Parte 2), un archivo VSDX o VSDM consiste en un grupo de archivos XML archivados dentro de un archivo ZIP. Los archivos VSDX y VSDM se diferencian únicamente en que los archivos VSDM pueden contener macros. Dado que estos archivos son susceptibles de ser infectados por virus de macro, el programa aplica una estricta seguridad.
Mientras que los archivos VSD utilizan una compresión sin pérdidas tipo LZW, los VDX no están comprimidos. Por lo tanto, un archivo VDX suele ocupar de 3 a 5 veces más de almacenamiento.[cita requerida] Los archivos VSDX y VSDM utilizan la misma compresión que los archivos ZIP.
Visio también permite guardar archivos en formato SVG, otros archivos de diagramación e imágenes. Sin embargo, Visio no puede abrir imágenes.